# Инкауаси (Каньете)
Инкауаси, кечуа Inka Wasi — археологический памятник в Перу, округ Лунауана, примерно в 28 км от г. Сан-Висенте-де-Каньете, провинция Каньете. Здесь существовал центр княжества Уарко, завоёванного инками после 4-х лет сопротивления.
Согласно традиции, Инка Тупак Юпанки решил переименовать этот город в Куско, то есть назвать его так же, как и столицу империи инков Тауантинсуйю, и потребовал, чтобы улицы и площади в городе носили те же названия, что и в столице, однако позднее решил назвать город «Инкауаси», что в переводе с кечуа означало «Дом Инки».